# كلاوديو ليزكانو
كلاوديو ليزكانو (بالإسبانية: Claudio Lezcano)‏ هو لاعب كرة قدم باراغواياني. يلعب في مركز الهجوم. سبق له أن لعب في كأس العالم لكرة القدم مع منتخب بلاده في مونديال 1958.

## المسيرة الاحترافية

### أندية لعب لها
- أوليمبيا أسونسيون

## روابط خارجية
- كلاوديو ليزكانو على موقع الاتحاد الدولي (مؤرشف)  (الإنجليزية)
- كلاوديو ليزكانو على موقع ناشيونال فوتبول تيمز (الإنجليزية)
- كلاوديو ليزكانو على موقع عالم كرة القدم.نت (الإنجليزية)